# Cocco
Pour les articles homonymes, voir Cocco (homonymie).
Cocco (née le 19 janvier 1977 à Naha, Okinawa) est une chanteuse de J-pop.

## Biographie
Après avoir commencé sa carrière en 1996 avec l'album Cocko, elle contribue l'une des chansons de son premier album, Sing a Song ~No Music, No Life~, à une campagne publicitaire de Tower Records Japan.
En mars 1997, elle lance son premier album sous un grand label avec Kauntodaun (Countdown, "compte à rebours"), et l'album qui suit peu après. L'année suivante, le single Tsuyoku Hakanaimonotachi ("ce qui est fort et éphémère") se vend à 250 000 exemplaires. La chanson Raining sert de musique de clôture à Shiki Jitsu de Hideaki Anno.
Cocco publie trois autres albums — Kumuiuta en 1998, Rapunzel en 2000, et Sanguroozu en 2001. Avant la sortie de Sanguroozu, Cocco avait déclaré prendre sa retraite de chanteuse. Un peu plus tard, le label sortait une rétrospective de sa carrière, Best + Ura Best + Mihappyokyokushuu, avec les singles, les faces B et 5 chansons inédites.
En 2002, Cocco sort de sa retraite en publie son premier livre d'art, Minami no Shima no Hoshi no Suna. En août 2003, elle organise un concert de charité pour la dépollution des plages d'Okinawa. Heaven's Hell, un documentaire, suit en décembre.
En 2004, elle apparaît sur la couverture de l'album BLUE de Yutaka Ozaki, et publie son deuxième livre d'art, Minami no Shima no Koi no Uta, accompagné d'une édition spéciale limitée d'un single, Garnet/Celeste Blue. En 2005, Cocco travaille avec la photographe et chanteuse nanaco à un livre et CD titré The Bird. À la fin de l'année, elle s'associe à Kishida Shigeru, du groupe Quruli, pour ré-enregistrer Sing a Song pour le 25e anniversaire de Tower Records. Ces sessions inspirent la formation de Singer Songer, un groupe comprenant Cocco, Kishida, Satou Masashi (bassiste de Quruli), Hirohisa Horie (pianiste de Cornelius) et Dai Tarou, ancien batteur de FEED.
Singer Songer s'est lancé comme invité spécial au cours du concert de fin d'année 2004 de Quruli, et en mai 2005, le groupe publiait un single, Shoka Rinrin. Un album, Barairo Pop, est publié en juin 2005 ; son style est teinté d'inspirations country, et bien moins sombre que les œuvres précédentes de Cocco.
En 2011, elle tourne dans le film de Shinya Tsukamoto, Kotoko, où elle interprète le rôle semi-autobiographique d'une jeune mère sombrant dans la dépression et la folie.

## Filmographie
- 2011 : Kotoko de Shinya Tsukamoto :
- 2016 : A Bride for Rip Van Winkle de Shunji Iwai :